# 見風紅
見風紅（学名：Lindernia pusilla），又名细茎母草，为母草屬下的一种一年生草本植物，葉卵狀披針形，邊緣有鋸齒，兩面均披柔毛。花白色或淺藍色，腋生或頂生。結蒴果。

## 扩展阅读
- 維基物種上的相關：見風紅